# Бади Хандлсон
Бади Хандлсон (енгл. Buddy Handleson; Данвил, Калифорнија, 1. новембар 1999) је амерички глумац, најпознатији је по улози Хенрија Дајлона у дизнијевој серији играј, вемдала Басета у никелодеоновој серији Вендал и Вини, и Њута и такође никелодионовој серији Бела и Булдози.

## Филмографија
| Година    | Назив                  | Улога                 | Напомена                                                   |
| --------- | ---------------------- | --------------------- | ---------------------------------------------------------- |
| 2009      | Хана Монтана           | Дечак                 | Епизода: „Jake... Another Little Piece of My Heart”        |
| 2009      | Trauma                 | Изгубљени дечак Џонах | Епизода: „Masquerade”                                      |
| 2010      | 'Til Death             | Тими                  | Епизода: „Dog Fight”                                       |
| 2010      | Sons of Tucson         | Гејб                  | Епизоде: „Golden Ticket”, „Kisses and Beads”               |
| 2010–2012 | Играј                  | Хенри Дајлон          | Споредна улога, 9 епизода                                  |
| 2011      | Mr. Sunshine           | Тими                  | Епизоде: „Lingerie Football”, „Family Business”            |
| 2011      | Coming & Going         | Кристофер Крамп       | Филм                                                       |
| 2012      | Doc McStuffins         | Лука                  | Гласовна улога                                             |
| 2012      | Bad Fairy              | Роко Ди Ризо          | ТВ филм                                                    |
| 2013      | Вендал и Вини          | Вендал                | Водећа улога                                               |
| 2014      | Little Savages         | Вини                  | Филм                                                       |
| 2015–2016 | Бела и Булдози         | Њут                   | Главна улога                                               |
| 2017–2018 | Ники, Рики, Дики и Дон | Воли                  | Епизоде: „Quadpendence Day”, „We'll Always Have Parasites” |

## Приватни живот
Бади је син Џеја и Атине Хандлсон.
Дана 25. јуна 2017. године, Хандлсон је признао да је геј преко наслова фотографије коју је објавио на свој инстаграм профил, на којој стоји испред ЛБГТ заставе. Он је написао,
„Током протеклих годинасам све више размишљао о својој сексуалности и мислим да сам спреман да је поделим са светом. Коначно сам на месту на ком могу рећи „Поносан сам на то што сам. Поносан сам што сам геј”.”